# 911 (telefonnummer)

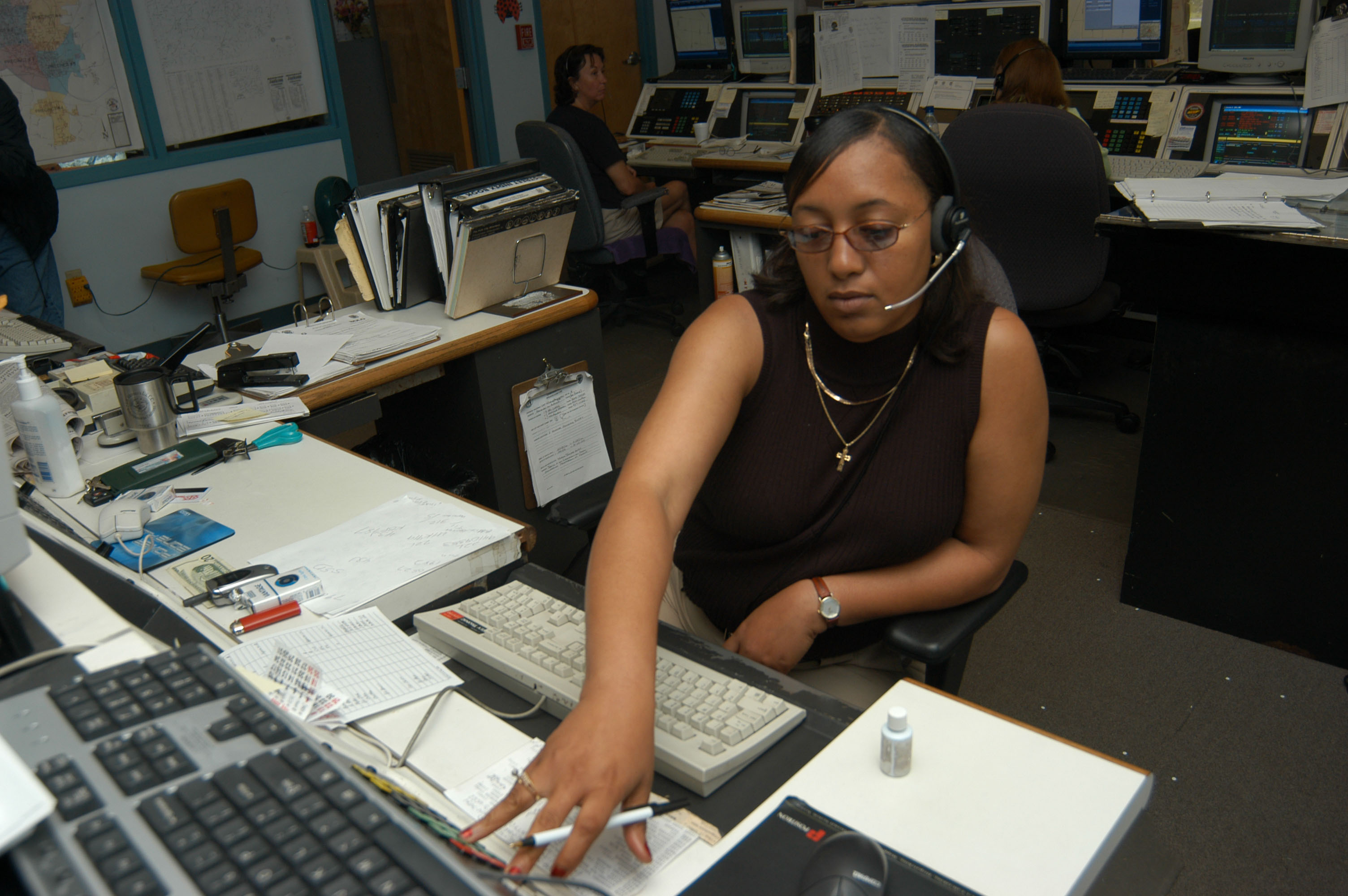
Ett nödsamtal tas emot i Jackson Tennessee.

911 är det nödnummer som används i USA Numret förekommer även som nödnummer i Filippinerna, Irak, Kanada och Mexiko.
Det motsvaras bland annat i EU-medlemsländernas gemensamma fasta telefonnät av 112.
Den 11 september firades tidigare på många håll i USA som "9-1-1 emergency number day" eller "911 day", en temadag om nödnummer baserat på en ordlek med "Nine eleven"/"September eleven", men efter terrorattackerna i USA den 11 september 2001 ersattes detta av minnesstunder för offren i terrorattackerna.